# جارديل نيفالدو فييرا
جارديل نيفالدو فييرا (بالبرتغالية: Jardel Nivaldo Vieira‏) (29 مارس 1986 البرازيل - ) هو لاعب كرة قدم برازيلي، يلعب كمدافع.

## وصلات خارجية
جارديل نيفالدو فييرا على موقع الاتحاد الأوربي (الإنجليزية)
- جارديل نيفالدو فييرا على موقع قاعدة بيانات كرة القدم.إي يو (الإنجليزية)
- جارديل نيفالدو فييرا على موقع Soccerbase.com (لاعب) (الإنجليزية)
- جارديل نيفالدو فييرا على موقع Soccerway.com (الإنجليزية)
- جارديل نيفالدو فييرا على موقع عالم كرة القدم.نت (الإنجليزية)
- جارديل نيفالدو فييرا على موقع AS.com (الإسبانية)